# Alberta Kinsey
Pour les articles homonymes, voir Kinsey.
Alberta Kinsey, né en 1875 à West Milton à West Milton (Ohio) dans l'Ohio et morte le 23 avril 1952 à La Nouvelle Orléans, est une peintre américaine.

## Biographie
Alberta Kinsey naît en 1875 à West Milton dans l'Ohio.
Elle étudie à l'Académie d'art de Cincinnati et à l'école d'art de Chicago. Elle s'installe dans le quartier français de la Nouvelle-Orléans où elle devient membre de la New Orleans Art Association et du Arts and Crafts Club. Elle donne des cours au Delgado Museum of Art (aujourd'hui le New Orleans Museum of Art). Elle vit trente-trois ans seule à la Nouvelle-Orléans, où elle peint la vie quotidienne dans les rues.
Vers 1934 elle peint l'huile sur toile Fish market.
Alberta Kinsey meurt en 1952.